# Radikal 203
Radikal 203 mit der Bedeutung „schwarz“ ist eines von vier traditionellen Radikale der chinesischen Schrift mit zwölf Strichen.
Mit 20 Zeichenverbindungen in Mathews’ Chinese-English Dictionary kommt es nur relativ selten im Lexikon vor.
Die Variante 黒 wird mit nur elf Strichen geschrieben.  

## Schriftzeichenverbindungen, die vom Radikal 203 regiert werden
| Striche | Zeichen              |
| ------- | -------------------- |
| +0      | 黑 黒                |
| +03     | 黓                   |
| +04     | 黔 黕 黖 黗 默 黙    |
| +05     | 黚 黛 黜 黝 點       |
| +06     | 黟 黠 黡             |
| +07     | 黢 黣                |
| +08     | 黤 黥 黦 黧 黨 黩 黪 |
| +09     | 黫 黬 黭 黮 黯       |
| +10     | 黰 黱                |
| +11     | 黲 黳 黴             |
| +13     | 黵                   |
| +14     | 黶                   |
| +15     | 黷                   |
| +16     | 黸                   |

 Im Unicodeblock Kangxi-Radikale ist das Radikal 203 unter der Codepointnummer 12.234 (U+2FCA) codiert.